# Малтоза
Малтозата (C12H22O11), известна още като малцова захар, е дизахарид, който се получава при непълна или ензимна хидролиза на нишесте (скорбяла). При нея двата α-глюкозни остатъка са монокарбонилно свързани (тип α-1,4-свързване). Има сладост по-ниска от тази на сукрозата, плътност около 1.54 g/cm3, и моларна маса – 342.30 g/mol..
След поемане в устата, при контакт със слюнката под действието на ензима малтаза, този дизахарид се разпада до две молекули глюкоза.